# Slanke vrouwenmantel
Slanke vrouwenmantel (Alchemilla micans, synoniem: Alchemilla acutiloba var. micans, Alchemilla gracilis) is een vaste plant, die behoort tot de rozenfamilie (Rosaceae).
De soort staat op de Nederlandse Rode lijst van planten als zeer zeldzaam en stabiel.
Het verspreidingsgebied van de plant bevindt zich in de gematigde zones van Midden en Oost-Europa.  Het aantal chromosomen is 2n = 93 of 104–110.

## Kenmerken
De slanke vrouwenmantel is 10 tot 70 cm hoog en vormt wortelstokken. De niervormige bladeren zijn tot 15 cm breed. De rand van het blad is gekarteld.
De 2 - 4 mm grote, geelgroene bloemen bloeien van mei tot in de herfst. Een bloem bestaat uit vier kelkbladen, vier bijkelkbladen en vier meeldraden. De bloemen zitten in losse, verlengde bijschermen. De vrucht is een eenzadige, 1,5 mm lange en 1 mm brede dopvrucht.

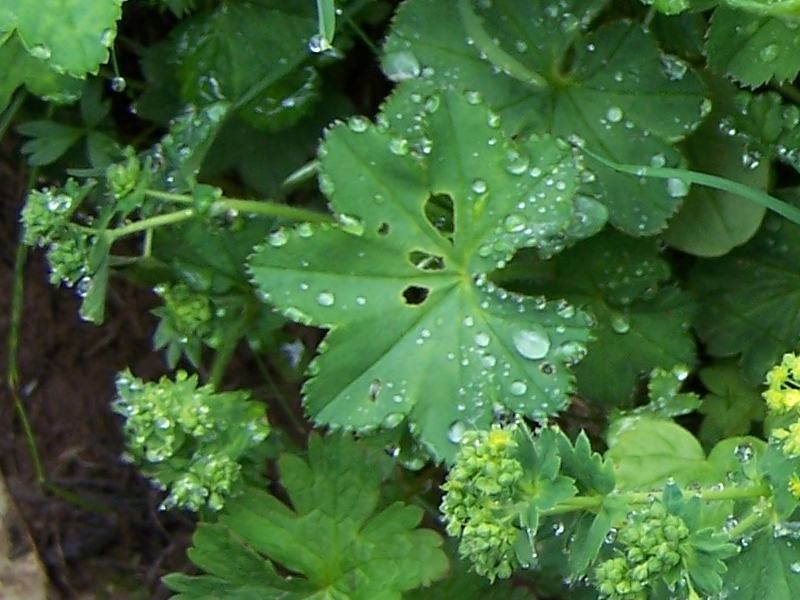
Blad
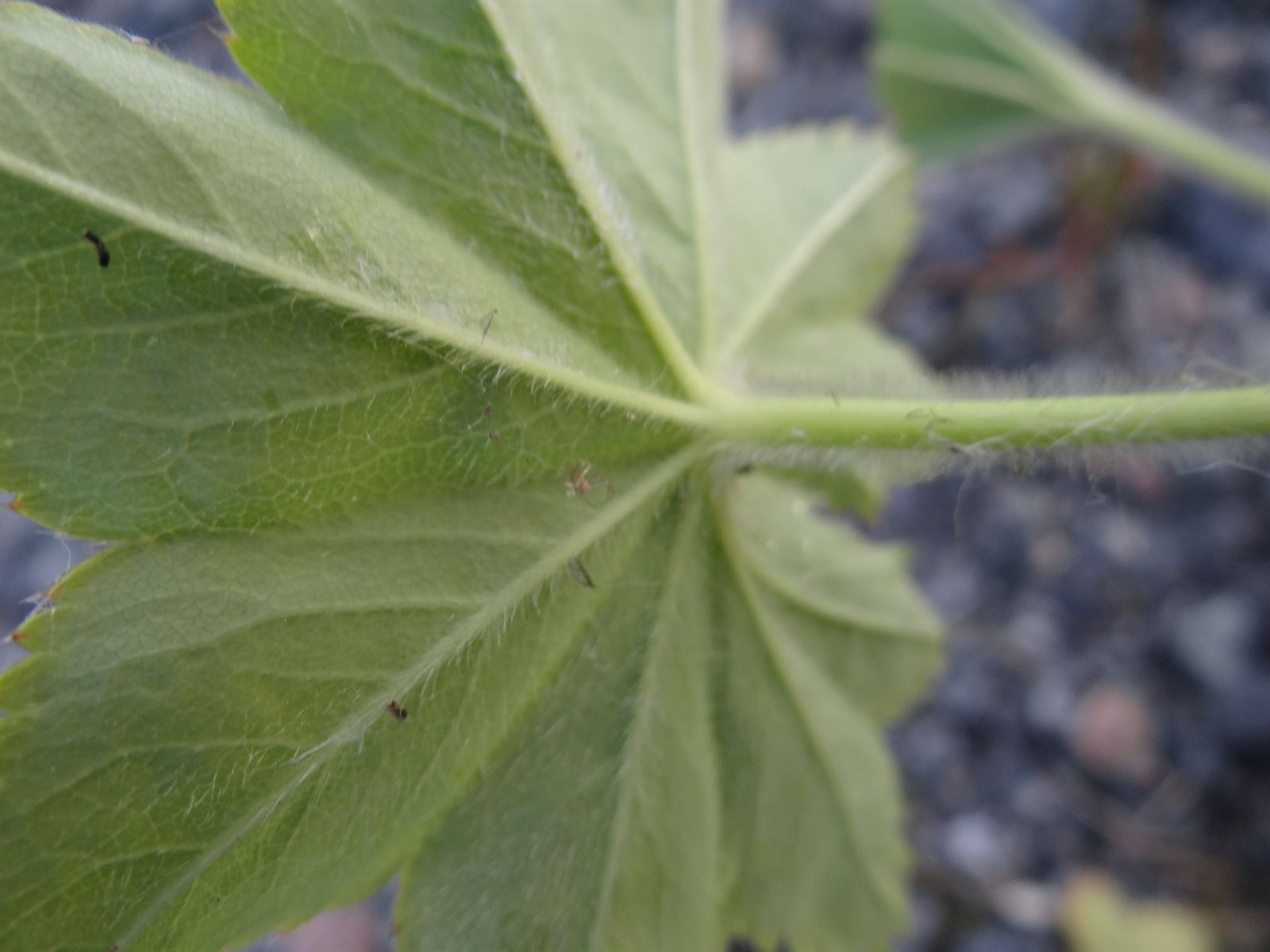
Achterzijde blad
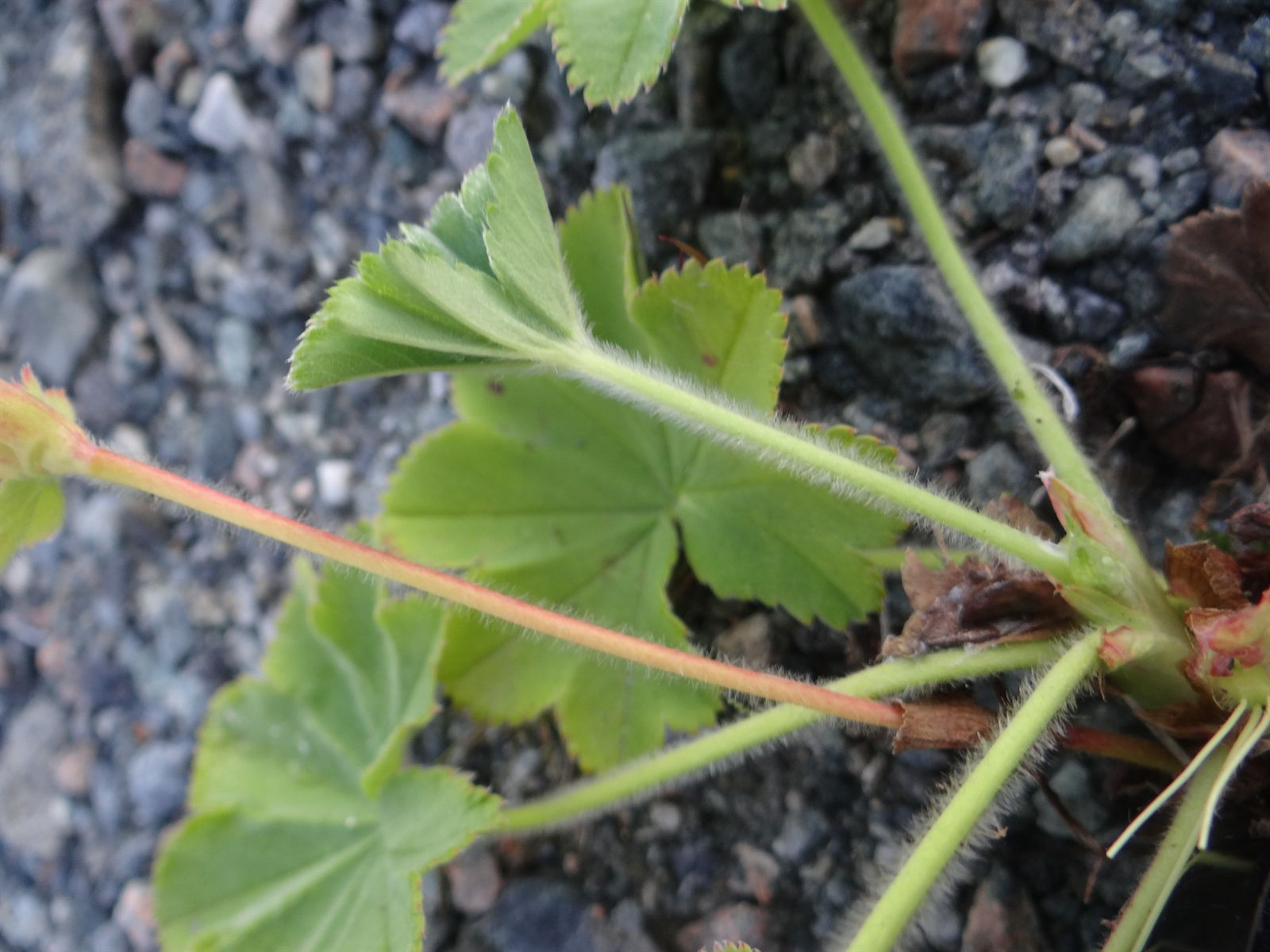
Bladstelen
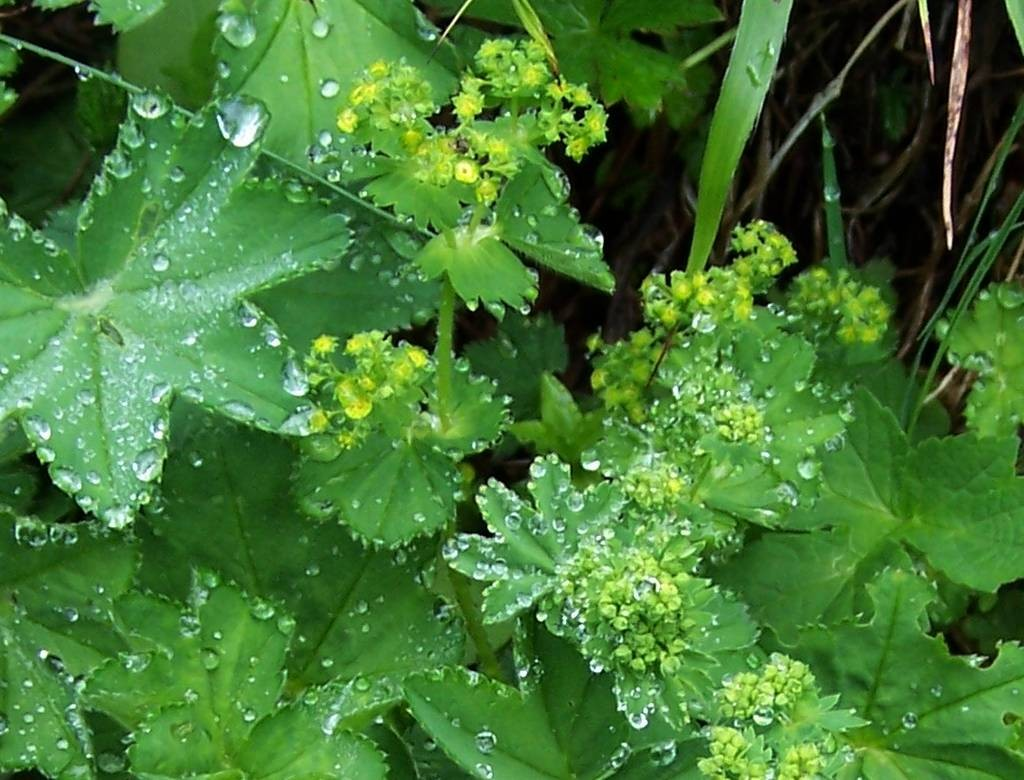
Bloeiwijze
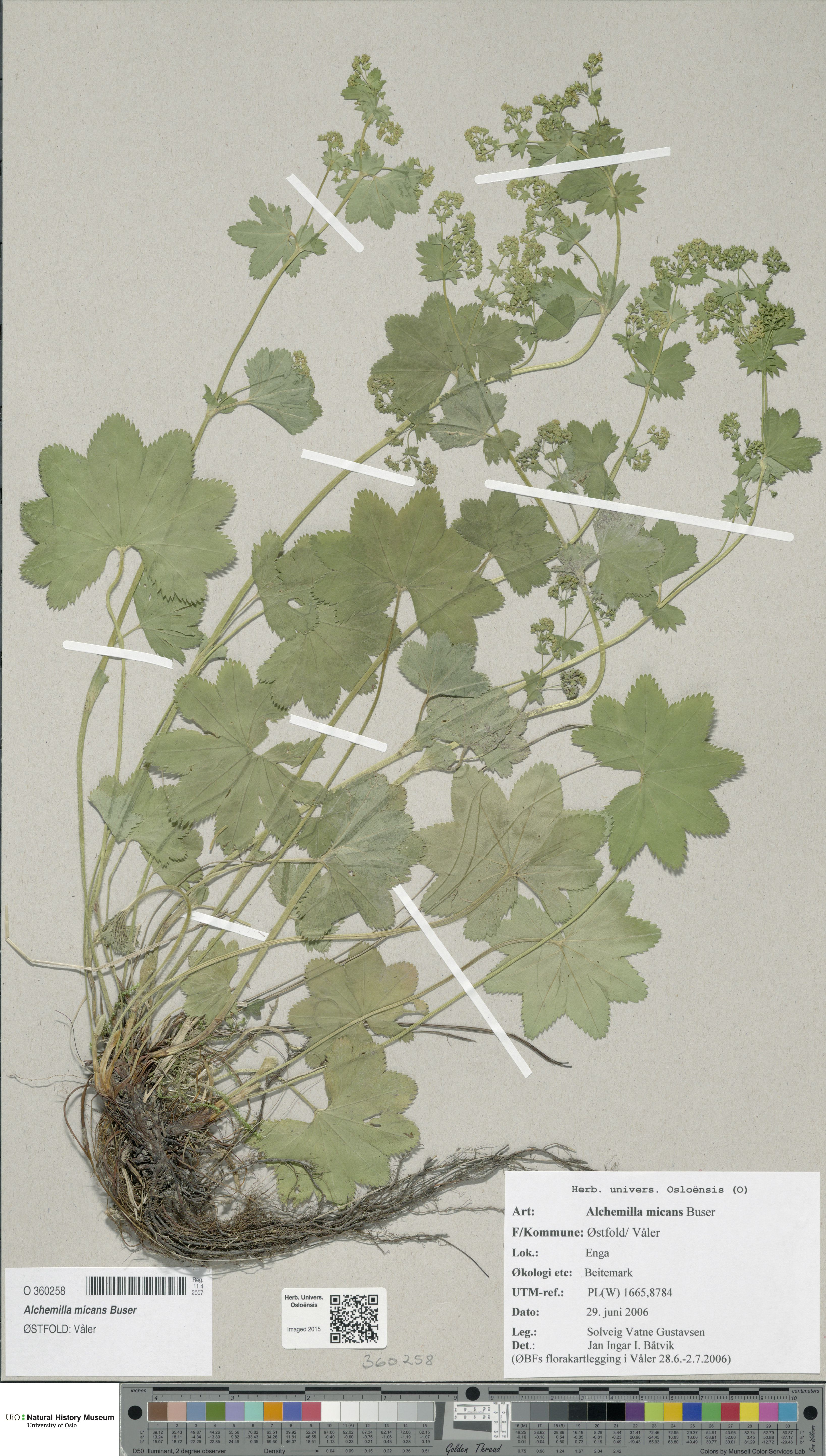
Herbarium

De plant komt voor op natte tot vochtige graslanden, slootkanten en beekoevers.